# 吹田市立千里新田小学校
吹田市立千里新田小学校（すいたしりつ せんりしんでん しょうがっこう）は、大阪府吹田市にある公立小学校。
吹田市立千里第三小学校の過大規模解消のため、1979年に同校から分離開校した。その後2003年には、周辺校と比較して学校規模が大規模になっていたため、吹田市の学校規模適正化の対象校となり校区が縮小されている。

## 沿革
- 1979年4月1日 - 吹田市立千里新田小学校として、現在地に開校。
- 1979年9月 - 校章制定。
- 1979年11月23日 - 校旗制定。
- 1980年11月22日 - 校歌制定。
- 1982年4月 - 養護学級開設。
- 2003年 - 校区を再編。

従来の校区のうち、春日3丁目・春日4丁目・千里山西6丁目・千里山竹園2丁目のうち都市計画道路以北を吹田市立桃山台小学校校区へ、また千里山竹園1丁目の大部分を吹田市立千里第三小学校の校区へ、それぞれ分離。

## 通学区域
- 吹田市 春日・千里山西6丁目・千里山竹園2丁目のうち都市計画道路豊中岸部線以南、千里山竹園1丁目の一部。

卒業生は吹田市立南千里中学校に進学する。

## 交通
- 北大阪急行電鉄 桃山台駅 北へ約1.3km。
- 北大阪急行電鉄 緑地公園駅 南へ約1.5km。
- 阪急千里線 千里山駅 南東へ約0.8km。

## 出身有名人
- 吉田宗弘 - サッカー選手
- 安藤武博 - ゲームクリエイター
- 堀江翔太 -ラグビー日本代表
- 内星龍 -プロ野球選手
- 山田隆道 -小説家、京都芸術大学教授・文芸表現学科学科長